# Ros
Ros (ukr. Рось, rus. Рось) je rijeka u središnjoj Ukrajini desna pritoka Dnjepra, duga 346 km. Površina sliva iznosi 12.575 km². Rijeka izvire kod sela Ordynci u Viničkoj oblasti gdje se i ulijeva u Dnjepar.
Neki povjesničari su predložili mogućnost da je naziv Kijevska Rus', stare istočno slavenske države, možda potječu od imena rijeke Ros.

## Vanjske poveznice
|  | Zajednički poslužitelj ima još gradiva o temi Ros |